# Джеймс Томсон (поет)
Джеймс Томсон (англ. James Thomson; 11 вересня 1700, Шотландські кордони, Шотландія, Велика Британія — 27 серпня 1748, Ричмонд, Лондон, Англія, Велика Британія) — шотландський поет і драматург, відомий, в першу чергу, завдяки твору «Пори року» (англ. The Seasons). Автором слів знаменитої британської патріотичної пісні «Прав, Британіє, морями».
З 1715 до 1719 навчався в Единбурзькому університеті, де вивчав латину, грецьку мова, філософію. Після закінчення університету жив в Единбурзі, став членом літературного гуртка Grotesque Club. Публікував вірші в Edinburgh Miscellany. В 1725 переїхав до Лондона разом з другом, поетом Девідом Маллетом.